# Tây Tần

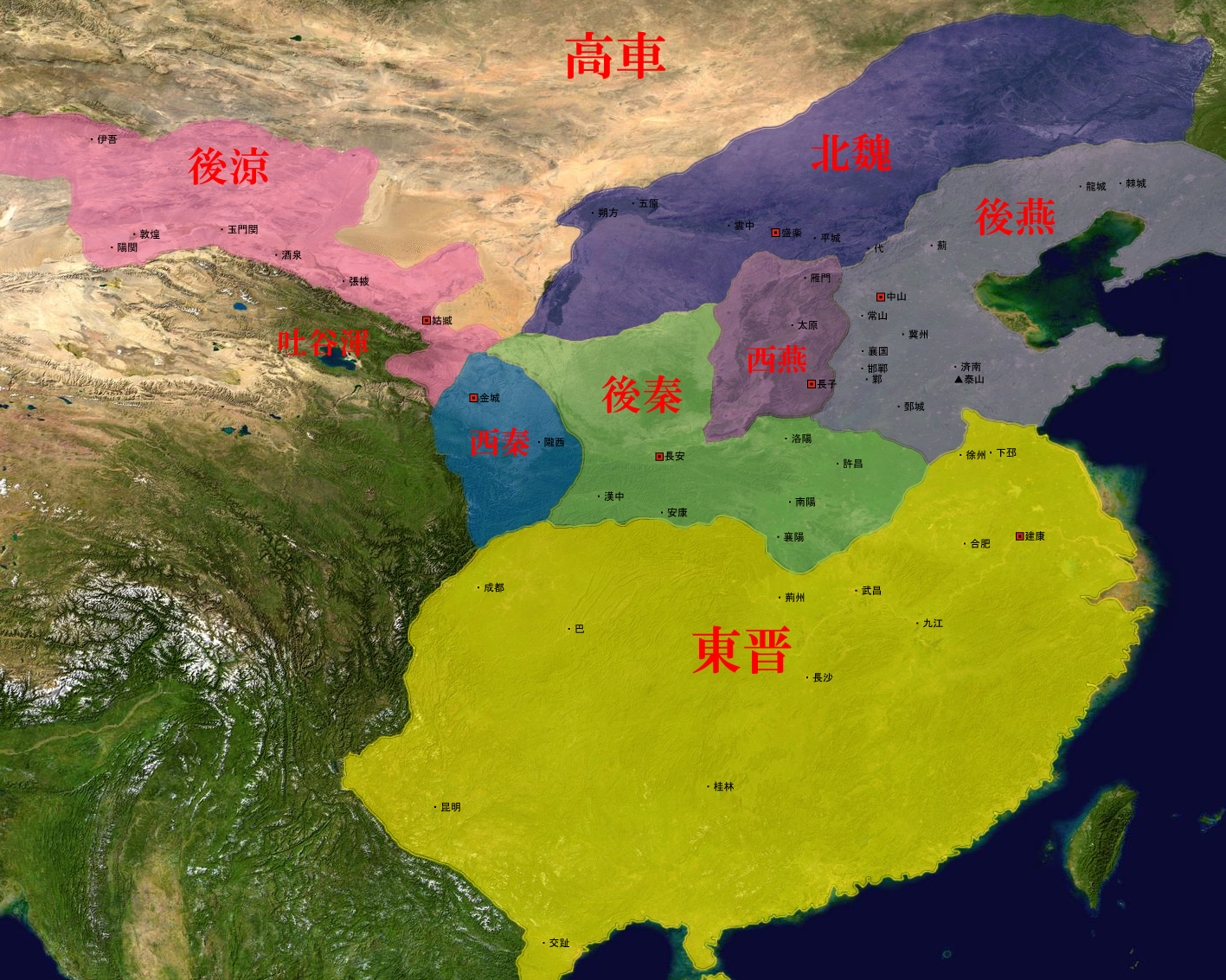
Thời kỳ 386-394
Tây Tần
Đông Tấn
Bắc Ngụy
Hậu Yên
Tây Yên
Hậu Tần
Hậu Lương

Tây Tần là một nước thời Ngũ Hồ thập lục quốc trong lịch sử Trung Quốc do Khất Phục Quốc Nhân (乞伏國仁), người bộ lạc Tiên Ti ở Lũng Tây tự lập năm 385 (Kiến Nghĩa nguyên niên, Tây Tần), định đô ở Uyển Xuyên (nay thuộc Cam Túc).

## Lập quốc
Khất Phục Quốc Nhân vốn là thuộc tướng của Phù Kiên nước Tiền Tần. Năm 383, ông từng theo Phù Kiên đi đánh Đông Tấn, sau khi Phù Kiên đại bại ở trận Phì Thủy, ông quay về đến bản bộ, xưng là Đại đô đốc, Đại tướng quân, quyết định tự lập quốc, tuyên bố mình là Đại Thiền vu, kiêm Tần châu và Hà châu mục, thiết lập kinh đô ở Dũng Sĩ Xuyên, chia nước thành 12 khu quân sự. Trong những năm đầu, Khất Phục Quốc Nhân đã cố gắng làm tăng dân số của Tây Tần.
Năm 387, Khất Phục Quốc Nhân nhận tước phong Uyển Xuyên vương của Tiền Tần Cao Đế (Phù Đăng) để trở thành chư hầu của nước này.

## Bị Hậu Tần thôn tính
Mức độ Hán hóa của thị tộc Khất Phục rất kém, không biết kinh doanh nông nghiệp, chỉ lấy cướp bóc quân sự giữ sự sống, từng đánh bại đất Cừu Trì và Dương Định, phạm vi thế lực đạt tới vùng Xuyên Bắc.
Năm 388, Khất Phục Quốc Nhân chết, các con còn nhỏ, các tướng lĩnh và quan lại bầu em của Khất Phục Quốc Nhân là Khất Phục Càn Quy lên ngôi, xưng là Đại Thiền vu và Hà Nam vương và chuyển kinh đô từ Dũng Sĩ Xuyên về Kim Thành (nay là Lan Châu, Cam Túc).
Năm 389, Tiền Tần Phù Đăng phong cho Khất Phục Càn Quy tước Kim Thành vương, một tước hiệu nhỏ hơn Hà Nam vương, nhưng Khất Phục Càn Quy vẫn chấp nhận.
Năm 394, Phù Đăng đánh Hậu Tần bị tử trận, Phù Xung lên thay nhưng Tiền Tần đã suy yếu. Phù Xung đánh nhau với vua Hậu Tần là Diêu Hưng bị thua trận, bỏ chạy vào đất Hậu Tần, bị Càn Quy bắt giết. Nước Tiền Tần chính thức diệt vong. Khất Phục Càn Quy tuyên bố xưng là Tần vương và chuyển kinh đô từ Kim Thành về Tây Thành. Để phân biệt với Tiền Tần và Hậu Tần, từ đây nước của họ Khất Phục được gọi là Tây Tần.
Năm 400, Càn Quy bị vua Hậu Tần là Diêu Hưng đánh bại, phải chạy sang hàng vua Nam Lương là Thốc Phát Lộc Cô. Sau đó Càn Quy lại hàng Diêu Hưng, trên thực tế đã mất nước.

## Bị Hạ diệt
Năm 407, Hậu Tần bị Lưu Bột Bột cắt đất lập ra nước Hạ, thế lực suy sút. Năm 409, Càn Quy nhân lúc Hậu Tần phải đối phó với Bột Bột bèn bỏ trốn về Uyển Xuyên, dựng lại nước Tây Tần.
Năm 412, Khất Phục Càn Quy bị người con trưởng của Khất Phục Quốc Nhân là Khất Phục Công Phụ giết. Con của Khất Phục Càn Quy là Khất Phục Sí Bàn giết Khất Phục Công Phụ để giành ngôi vị, xưng là Hà Nam vương, dời đô đến Bao Hãn. Đến năm 414, Sí Bàn tiêu diệt nước Nam Lương, bắt sống vua Nam Lương là Thốc Phát Nục Đàn và xưng là Tần vương như cha.
Năm 416, Tây Tần thiết lập quan hệ hữu hảo với Bắc Lương kéo dài cho đến năm 421.
Năm 417, khi tướng Lưu Dụ của nhà Đông Tấn bắc phạt tiêu diệt Hậu Tần, Khất Phục Xí Bàn quy thuận Đông Tấn, nhận tước phong Hà Nam công. Năm 426, Khất Phục Sí Bàn dời đô về Lâm Hạ (Cam Túc).
Năm 427, Khất Phục Sí Bàn chết, người con là Khất Phục Mộ Mạt lên ngôi.
Năm 430, vua nước Hạ là Hách Liên Định đánh bại Khất Phục Mộ Mạt và tiêu diệt nước Hậu Tần. Khất Phục Mộ Mạt cùng 500 quý tộc Tây Tần bị nước Hạ xử tử.
Trừ đi thời gian Càn Quy bị mất nước 9 năm thì nước Tây Tần trước sau tồn tại 38 năm, có tất cả bốn vua.

## Các vua Tây Tần
| Miếu hiệu | Thụy hiệu  | Họ, tên             | Trị vì          | Niên hiệu và thời gian dùng               |
| --------- | ---------- | ------------------- | --------------- | ----------------------------------------- |
| Liệt tổ   | Tuyên Liệt | Khất Phục Quốc Nhân | 385-387         | Kiến Nghĩa                                |
| Cao tổ    | Vũ Nguyên  | Khất Phục Càn Quy   | 388–400 409–412 | Thái Sơ (388-400) Canh Thủy (409-412)     |
| Thái tổ   | Văn Chiêu  | Khất Phục Sí Bàn    | 412-428         | Vĩnh Khang (412-419) Kiến Hoằng (420-428) |
| Không     | Hậu chủ    | Khất Phục Mộ Mạt    | 428-431         | Vĩnh Hoằng                                |